# Constantin Henszel
Constantin Casimir Fortunat Henszel, né le 4 mars 1842 à Milki (pl) et mort le 17 décembre 1902 dans le 4e arrondissement de Paris, est un médecin polonais exilé en France à la suite de sa participation active à l'Insurrection de janvier 1863.

## Biographie
Konstanty Kazimierz Henszel est né le 3 mars 1841 à Milki (d) dans le district de Działdowo (alors dans l'Empire russe, aujourd'hui en Biélorussie) sur le domaine de son grand-père. Il vivait avec ses parents, Ludwik et Stefania née Puciłowska, dans le domaine de Wołduciszki, dans l'arrondisssement de Lida.
Il commence, après sa scolarité à Vilna, des études de médecine à Moscou mais les abandonne rapidement pour des études de mathématiques, qu'il termine à l'âge de 21 ans. De retour chez lui, il est actif dans les organisations clandestines polonaises. Il prend part à la préparation d'un soulèvement national. En 1863, lors du déclenchement de l'Insurrection de Janvier, il est nommé chef civil du district de Lida, chargé du ravitaillement des insurgés et de la communication entre les unités du district et la coordination les provinces de Lituanie,,. En mai 1863, après la bataille de Dubicze, il doit prendre la route de l'exil pour rejoindre Paris. Les biens de Wołducishka sont confisqués et son père est déporté dans le gouvernorat de Perm.
A Paris, il reprend ses études de médecine et obtient le titre de docteur en médecine en 1873,,.
Il est actif dans les organisations de l'émigration polonaise en France, membre du conseil d'administration de « l'Institution polonaise de l'honneur et du pain » (Czci i Chleba) à Paris, soutenant les émigrés polonais et les vétérans de l'insurrection de Janvier en exil.
Il est médecin bénévole à la Société caritative des dames polonaises à Paris et appartient du Comité d'aide scientifique à Paris, dont le but est d'apporter un soutien aux jeunes Polonais venus étudier en France en leur apportant des moyens matériels et moraux,,,. Il est l'éditeur du bihebdomadaire « Przyszłość ».
Il participe à la guerre franco-prussienne en tant que médecin au front et obtient la nationalité française. En 1901, il publie un livre intitulé Sur la fermentation : une contribution à la science domestique.
Il meurt chez lui, rue de Rivoli à l'âge de 60 ans. Il est enterré dans le carré polonais du cimetière de Montmorency.